# نظریه احمق‌تر از من
در اقتصاد و بر اساس «نظریه احمق‌تر از من» یا «احمق بزرگتر» (به انگلیسی: Greater fool theory) یک شخص می‌تواند با خرید یک کالا، سهام، ارز یا هر چیز دیگری، گرانتر از ارزش واقعی آن، پول به دست آورد، به شرطی که بتواند آنچه خریده‌است را به قیمتی بالاتر به شخص دیگری بفروشد.
به عبارتی دیگر یک «احمق» ممکن است برای یک کالا پولی بیش از ارزش آن پرداخت کند به این امید که به زودی آن را به یک «احمق‌تر» به قیمتی بالاتر بفروشد و سود کند. این سیستم تا زمانی که «احمق‌ترهای جدید» حاضر به خرید با قیمت بالاتر و بالاتر هستند ادامه خواهد یافت اما سرانجام قیمت آنقدر بالا می‌رود که ناگهان خرید کالا متوقف می‌شود (حباب می‌ترکد) قیمت کالا سقوط می‌کند و به چیزی نزدیک به ارزش واقعی آن می‌رسد.
نظریه احمق بزرگ‌تر، یک نظریه اقتصادی است که طبق آن قیمت اجناس، نه بر اساس ارزش ذاتی آن‌ها، بلکه بر اساس باورها و انتظارات غیرمنطقی بازار تعیین می‌شود. یک خریدار خرید یک کالا را این‌گونه توجیه می‌کند که می‌تواند در آینده کسی را پیدا کند که حاضر باشد کالا را با قیمت بیشتر بخرد. یا به عبارتی دیگر همیشه کسی احمق‌تر از وی پیدا می‌شود که حاضر باشد مبلغ بیشتری برای آن کالا بپردازد. کسی که بر اساس این نظریه سرمایه‌گذاری می‌کند، کالا یا سهامی را بدون توجه به کیفیّت آن خریداری می‌کند؛ با این امید که آن را در زمانی کوتاه به خریدار دیگری (احمق‌تر) بفروشد. ممکن است سرمایه‌گذار بعدی هم با همین تئوری اقدام به خرید کند. این‌گونه حباب‌های اقتصادی در نهایت می‌ترکند و ارزش سهام مذکور نیز به دلیل فروش یکباره و زیر قیمت به سرعت سقوط می‌کند.

## روان‌شناسی توده
بر اساس مبانی رفتار انسان، برخی از مردم به سمت خرید کالاهایی که قیمت آنها رو به افزایش است گرایش دارند، حتی اگر این افزایش قیمت از نظر آنها غیرمنطقی باشد. این شرایط تحت تأثیر تفکر گله‌ای در میان مردم تشدید خواهد شد چراکه مردم همواره داستان‌هایی دربارهٔ کسانی که با خرید و فروش چنین کالاهایی سودهای کلان کرده‌اند می‌شنوند. این داستان‌ها باعث می‌شوند آنهایی که هنوز اقدامی نکرده‌اند دچار ترس از دست دادن فرصت (FOMO) یا ترس از پشیمانی شوند و تعداد بیشتری به سمت خرید چنین کالاهایی ترغیب شوند.

## بیت کوین و نظریه احمق بزرگتر
بالا رفتن قیمت بیت کوین را می‌توان نمونه‌ای از نظریه احمق‌تر از من دانست. به نظر نمی‌رسد که ارزهای دیجیتال ارزش ذاتی داشته باشند (در این مورد اختلاف نظر وجود دارد). این ارز که مقادیر زیادی انرژی نیز در فرایند تولید آن مصرف می‌شود در نهایت چیزی جز چند خط کد در کامپیوتر نیست. نسیم طالب نویسنده و تحلیلگر ریسک و استاد دانشگاه پلی‌تکنیک نیویورک و دانشگاه آکسفورد، معتقد است بیت کوین کاملاً بی‌ارزش است.